# Historic Michigan Boulevard District

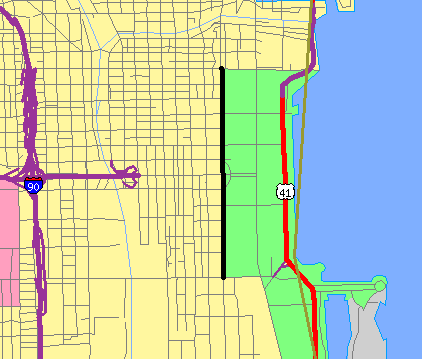
L'Historic Michigan Boulevard District, en vert.

L'Historic Michigan Boulevard District est un district historique situé au cœur du secteur communautaire et financier du Loop à Chicago, dans l'État de l'Illinois, aux États-Unis. S'étendant autour de Michigan Avenue, entre 11th Street (ou  Roosevelt Road selon les sources) et Randolph Street, ce district doit son nom à la situation géographique de la ville de Chicago au bord du lac Michigan (un des cinq Grands Lacs d'Amérique du Nord),. Il a été désigné Chicago Landmark le 27 février 2002. Le district comprend de nombreux édifices importants sur Michigan Avenue, en face de Grant Park, dont plusieurs hôtels de luxe comme le Blackstone Hotel, le Congress Plaza Hotel ou encore le Hilton Chicago. En outre, c'est dans cette section de Michigan Avenue que se trouve le terminer de l’U.S. Route 66. Le district est un axe d'une renommée comparable avec la Cinquième Avenue à New York et Princes Street à Édimbourg. Il se trouve juste au sud du Michigan–Wacker Historic District et à l'est du Loop Retail Historic District.

## Bâtiments remarquables et lieux de mémoire

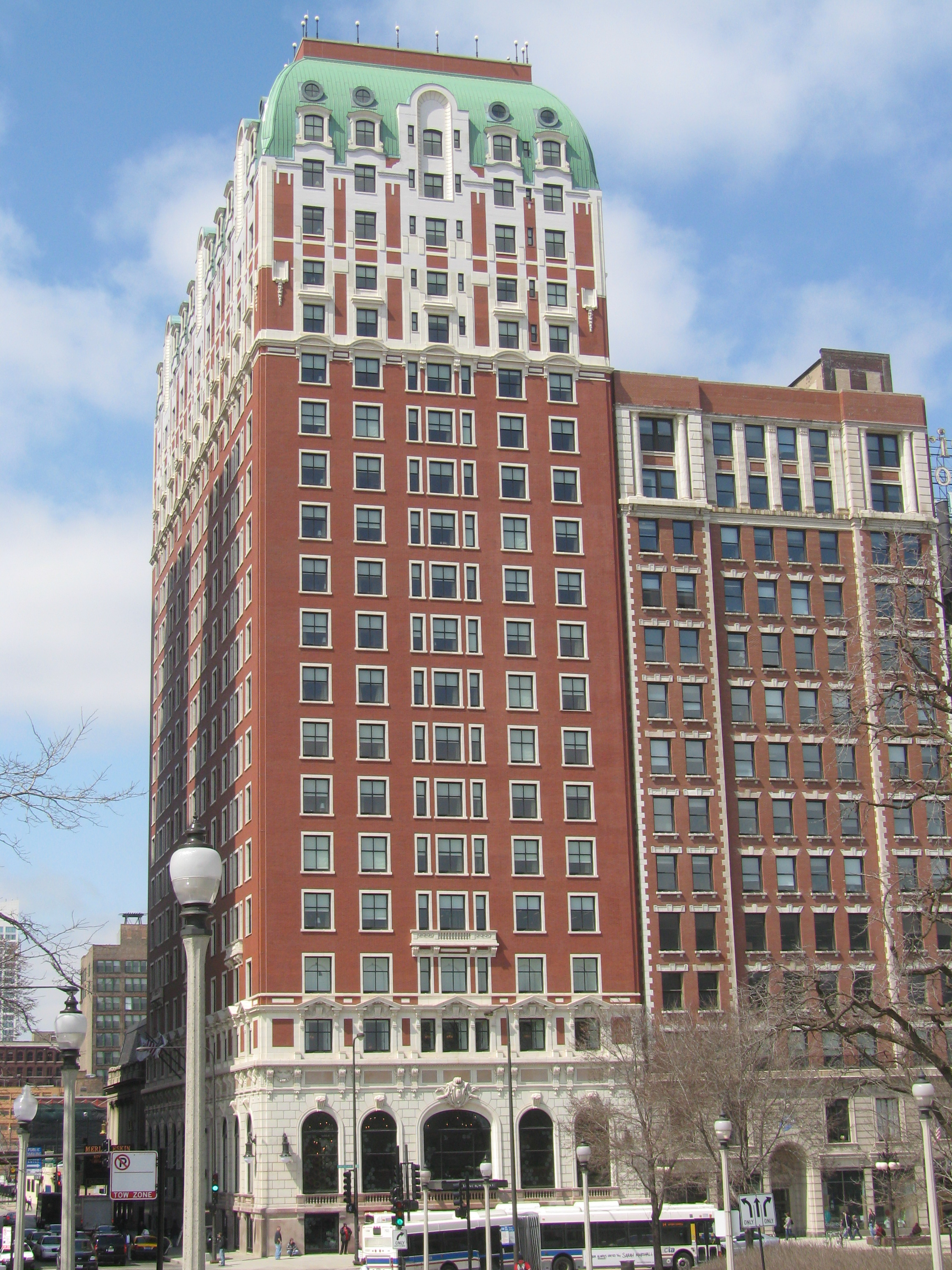
Le Blackstone Hotel a accueilli presque tous les Présidents des États-Unis du XX.

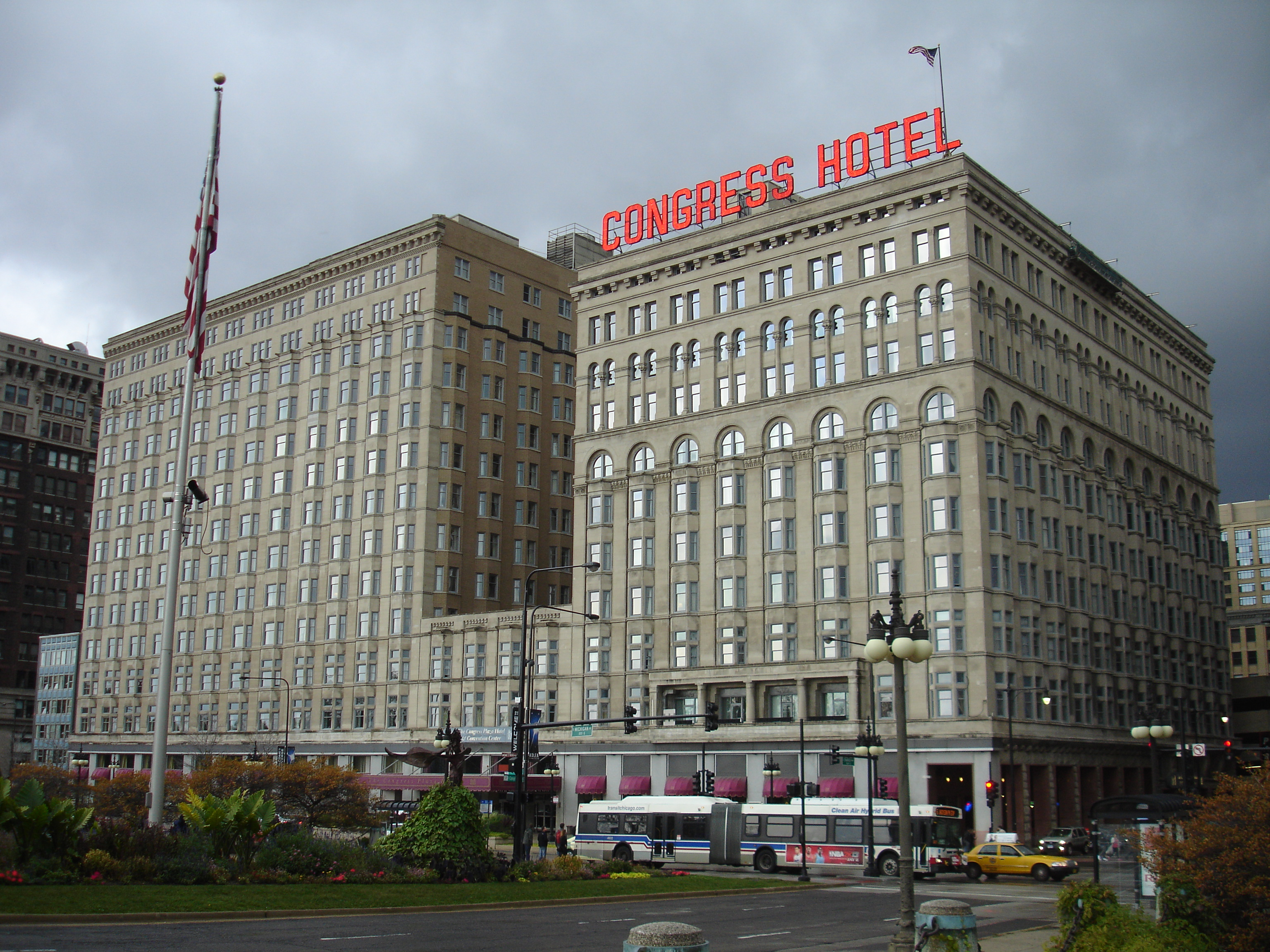
Le Congress Plaza Hotel.

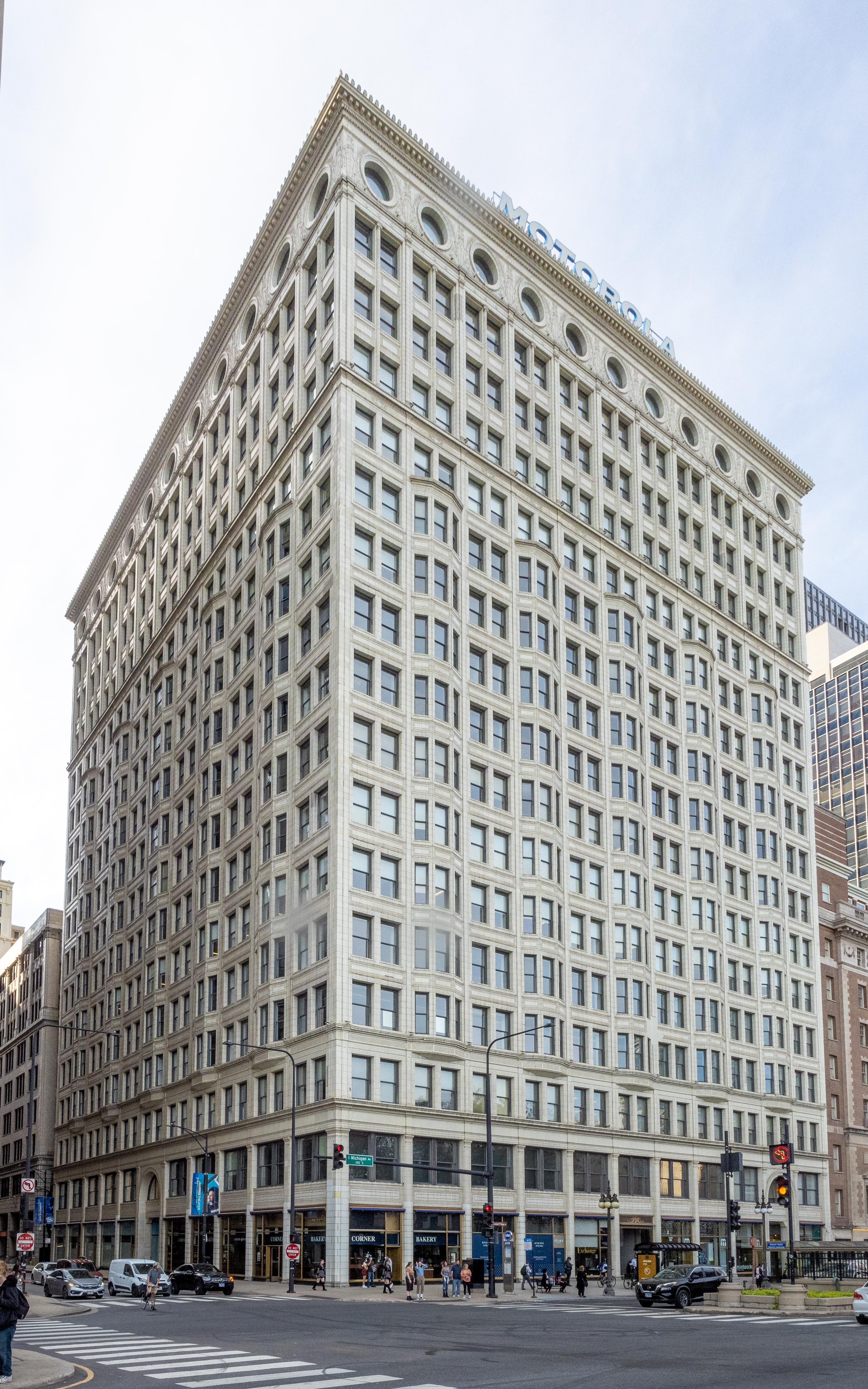
Le Railway Exchange Building.

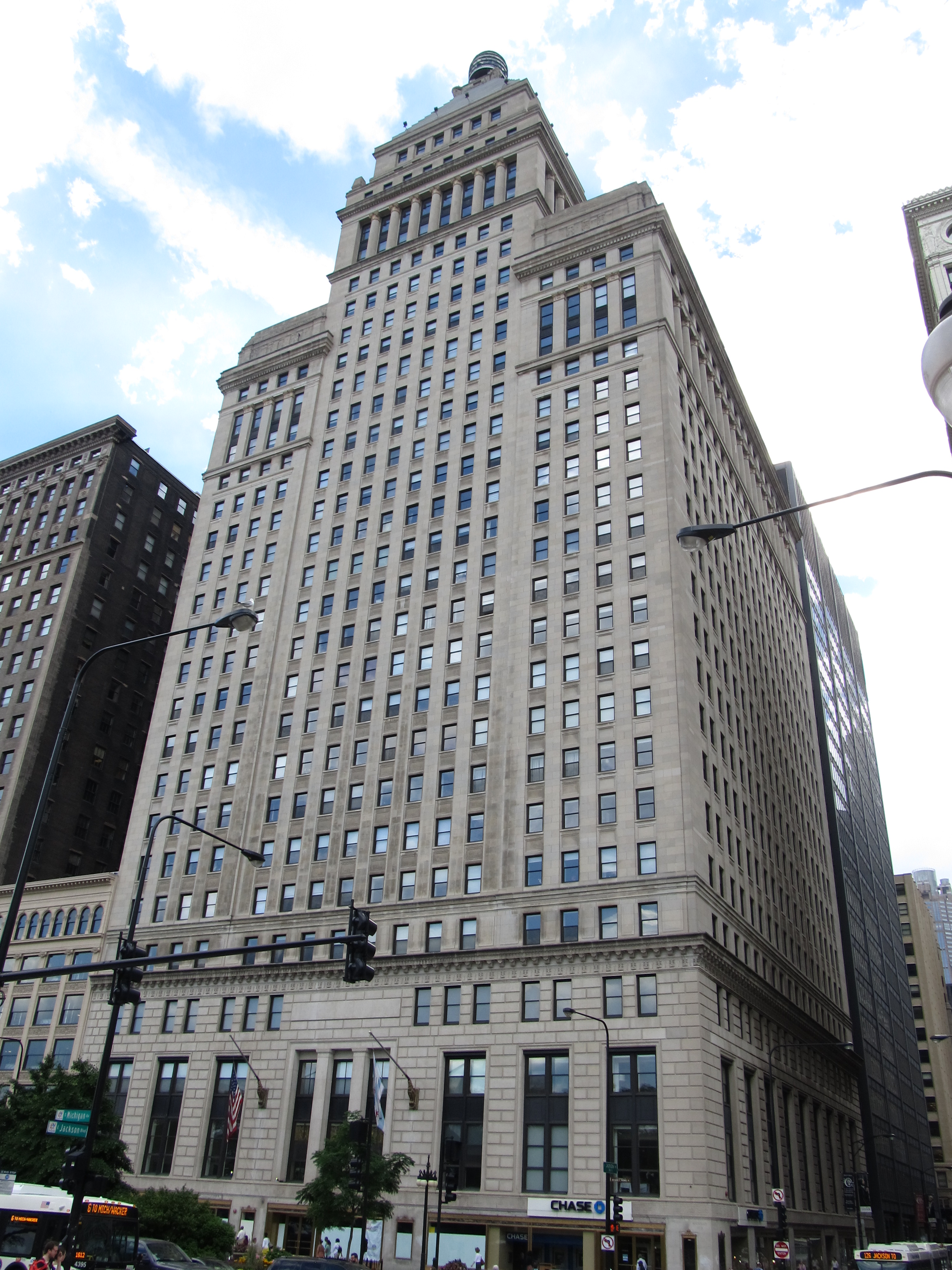
La Metropolitan Tower.

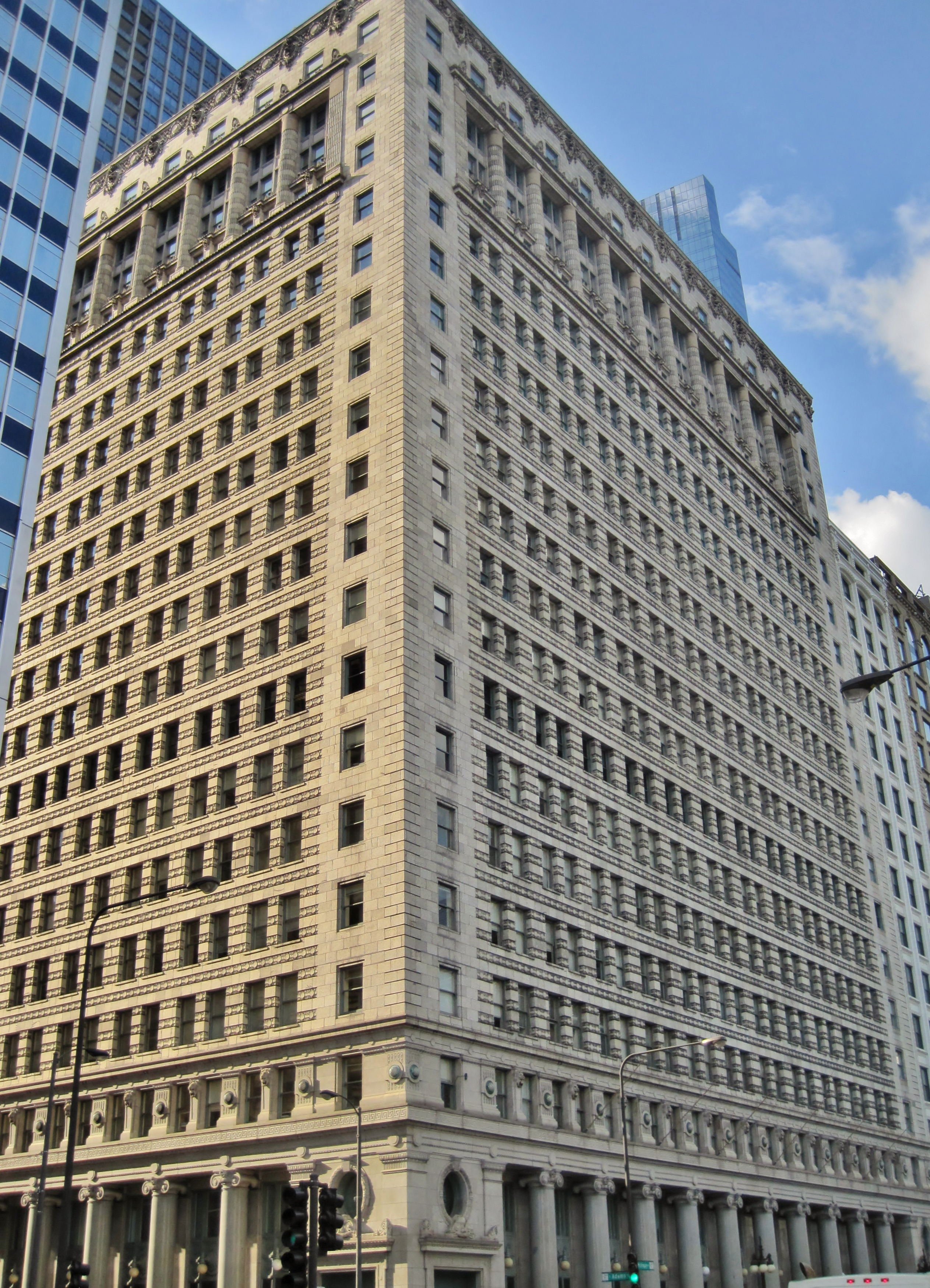
Le Peoples Gas Building.

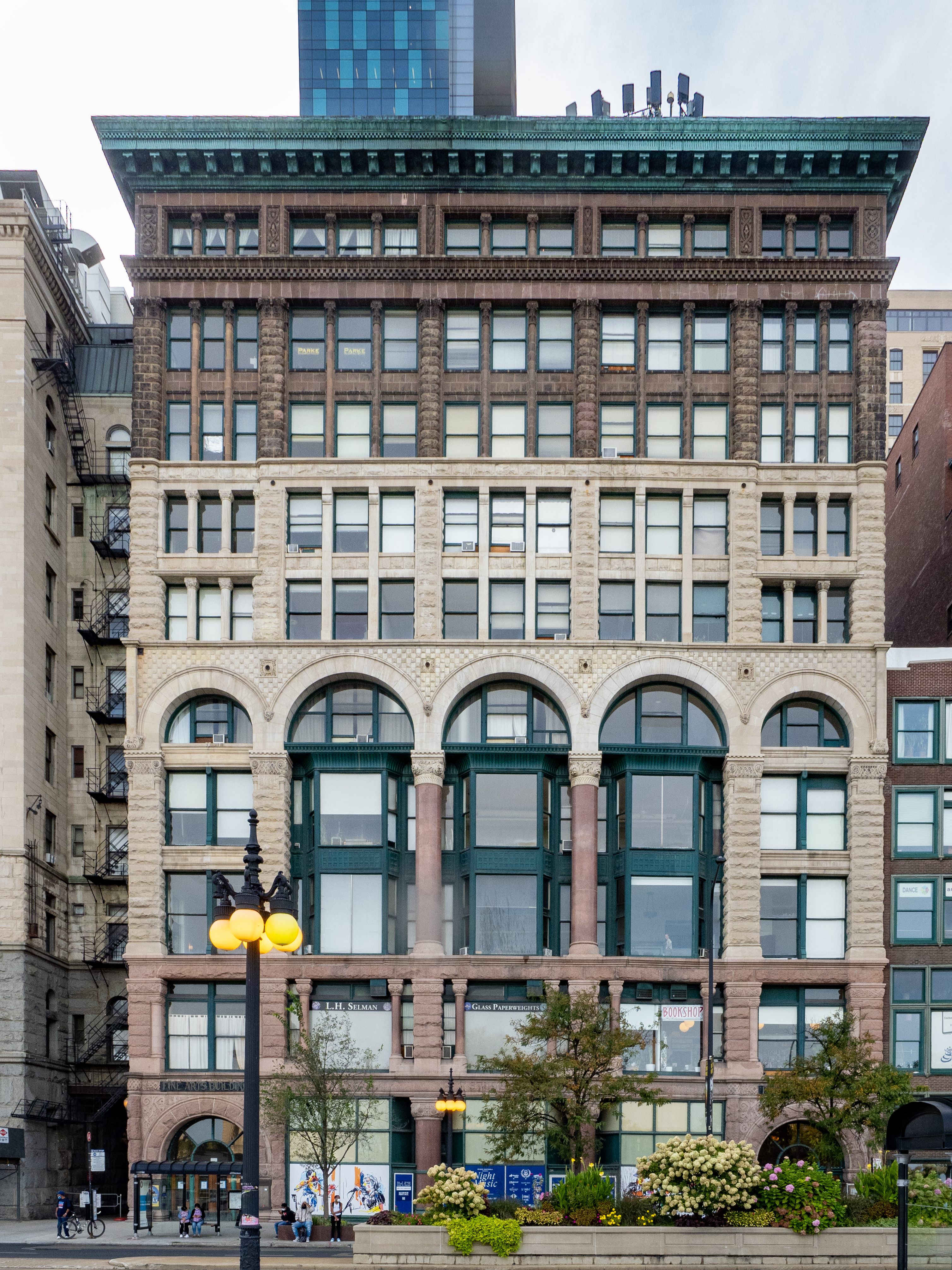
Le Fine Arts Building.

Plusieurs des bâtiments listés ci-dessous ont joué un rôle important dans l'histoire culturelle de Chicago.
Le Blackstone Hotel est entré dans l'histoire de Chicago parce que la ville y a tenu plus de United States presidential nominating conventions (26) qu'aucune autre ville américaine. Le Blackstone Hotel a accueilli presque tous les présidents des États-Unis du XXe siècle,,.
L'orchestre symphonique de Chicago fut fondé par Theodore Thomas le 16 octobre 1891 et s'installa dans l'Auditorium Theatre (une salle de spectacle se trouvant dans l'Auditorium Building) avant de déménager au Symphony Center (anciennement connu comme l'Orchestra Hall) en 1904. Theodore Roosevelt prononça son célèbre discours Bull Moose en 1912 à l'Auditorium. L'Auditorium a accueilli Jimi Hendrix, The Who, The Grateful Dead et Jim Morrison parmi de nombreux autres. L'Auditorium Building est un bâtiment considéré comme une étape importante dans le développement de l'architecture moderne. Avant sa reconversion, l'Auditorium Building accueillait l'Opéra civique de Chicago (en).
Le Chicago Cultural Center est le lieu de réception officiel de la ville ; le maire de Chicago y a accueilli des présidents, des monarques, des diplomates et d'autres hauts fonctionnaires. Selon le Crain's Chicago Business, le Chicago Cultural Center était la huitième institution culturelle la plus visitée dans la région de Chicago, avec 767 000 visiteurs en 2004. L'intérieur du bâtiment comprend des mosaïques ornées, des escaliers en marbre, des décorations en bronze et un vitrail en forme de dôme conçu par la Tiffany Glass and Decorating Company.
L'Art Institute of Chicago (en français « Institut d'art de Chicago ») est un musée des beaux-arts connu pour sa collection américaine et sa collection de genre impressionniste.
| Nom                                                            | Adresse                   | Architecte                                                        | Statut        |
| -------------------------------------------------------------- | ------------------------- | ----------------------------------------------------------------- | ------------- |
| Willoughby Tower                                               | 8 S. Michigan Avenue      | Samuel N. Crowen & Associates                                     |               |
| Metropolitan Tower (anciennement Straus Building)              | 310 S. Michigan Avenue    | Graham, Anderson, Probst & White                                  |               |
| Hilton Chicago                                                 | 720 S. Michigan Avenue    | Holabird and Root                                                 |               |
| Buckingham Building (a.k.a. Socony-Vacuum Building)            | 59-67 E. Van Buren Street | Holabird & Root LLC                                               | NRHP          |
| Borg-Warner Building                                           | 200 S. Michigan Avenue    | A. Epstein and Sons International, Inc., George A. Fuller Company |               |
| Michigan Boulevard Building                                    | 30 N. Michigan Avenue     | Jarvis Hunt                                                       |               |
| 6 North Michigan (a.k.a. Montgomery Ward Building)             | 6 N. Michigan Avenue      | Holabird and Root, Schmidt, Garden & Martin                       |               |
| The Blackstone Hotel                                           | 636 S. Michigan Avenue    | Marshall and Fox                                                  | CL, NRHP      |
| McCormick Building                                             | 332 S. Michigan Avenue    | Holabird and Root                                                 |               |
| Michigan Avenue Lofts                                          | 910 S. Michigan Avenue    | Graham, Anderson, Probst & White, Marshall and Fox                |               |
| Peoples Gas Building                                           | 122 S. Michigan Avenue    | D.H. Burnham & Company                                            | NRHP          |
| Chicago Athletic Association Annex                             | 71 E. Madison Street      | Schmidt, Garden & Martin                                          |               |
| Wolberg Hall                                                   | 112 S. Michigan Avenue    | Barnett, Haynes & Barnett, Swann & Weiskopf                       |               |
| Lake View Building                                             | 116 S. Michigan Avenue    | Jenney, Mundie & Jensen                                           | NRHP          |
| Symphony Center (aussi appelé Orchestra Hall)                  | 220 S. Michigan Avenue    | Daniel Burnham                                                    | NHL, NRHP     |
| Railway Exchange Building (aussi appelé Santa Fe Building)     | 224 S. Michigan Avenue    | D.H. Burnham & Company                                            | NRHP          |
| Auditorium Building                                            | 430 S. Michigan Avenue    | Adler & Sullivan                                                  | CL, NHL, NRHP |
| The Boulevard                                                  | 104 S. Michigan Avenue    | Holabird and Root                                                 |               |
| Collège Columbia de Chicago                                    |                           | Christian A. Eckstorm                                             |               |
| Torco Building                                                 | 624 S. Michigan Avenue    | Christian A. Eckstorm, Alfred S. Alschuler                        |               |
| Chicago Cultural Center (anciennement Chicago Central Library) | 78 E. Washington Street   | Shepley, Rutan and Coolidge                                       | CL, NRHP      |
| Essex Inn                                                      | 800 S. Michigan Avenue    | A. Epstein and Sons International, Inc.                           |               |
| The University club of Chicago                                 | 76 E. Monroe Street       | Holabird and Root                                                 |               |
| Congress Plaza Hotel                                           | 520 S. Michigan Avenue    | Louis Sullivan et Dankmar Adler                                   |               |
| 888 South Michigan                                             | 888 S. Michigan Avenue    | Holabird and Root                                                 |               |
| Gage Group Buildings                                           | 18 S. Michigan Avenue     | Louis H. Sullivan, Holabird and Root                              | CL, NRHP      |
| Fine Arts Building                                             | 410 S. Michigan Avenue    | Solon Spencer Beman                                               | CL, NRHP      |
| Crane Company Building                                         | 836 S. Michigan Avenue    | Holabird and Roche                                                | NRHP          |

Statuts :
Chicago Landmark (CL)
National Historic Landmark (NHL)
Registre national des lieux historiques (NRHP)
Parmi les autres édifices notables on peut citer le Fine Arts Building (CL, NRHP), le Chicago Cultural Center (CL, NRHP) et l'Art Institute of Chicago.